# Agromyza flavipennis
Agromyza flavipennis är en tvåvingeart som beskrevs av Friedrich Georg Hendel 1920. Agromyza flavipennis ingår i släktet Agromyza och familjen minerarflugor.
Artens utbredningsområde är Österrike. Arten är reproducerande i Sverige. Inga underarter finns listade i Catalogue of Life.